# 三ノ塔
三ノ塔（さんのとう）は丹沢山地南東部、神奈川県秦野市にある標高1,204.8mの山である。

## 概要
丹沢山地南東部のヤビツ峠から塔ノ岳へ連なる丹沢表尾根のほぼ中間に位置する山であり、周辺の山々とともに丹沢大山国定公園に指定されている。
山頂部は南北に長く、木立が少ないため広闊な展望があり、大山から相模湾、箱根山地、富士山、そして塔ノ岳から伸びる長大な表尾根の全貌を望むことができる。山頂からは四方へ尾根が張り出しており、南東へは二ノ塔、菩提峠、岳ノ台へと続き、ヤビツ峠に至る。北西に伸びる尾根は南東の尾根と合わせて表尾根と呼ばれており、烏尾山、行者岳、新大日へと連なり、塔ノ岳へ至る。北東へはよもぎ尾根が札掛（ふだかけ）集落へ伸び、南西に伸びる三ノ塔尾根は大倉へ下っている。
南麓の菩提集落の直上にそびえていることから菩提山（ぼだいやま）とも呼ばれ、北麓の札掛方面ではヤビツ峠付近から北流する藤熊川（中津川上流部の呼称）の支流のひとつである水沢が当山へ突き上げていることから水沢ノ頭（みずさわのあたま）とも呼ばれている。

## 登山
- 秦野駅よりバスにてヤビツ峠下車、登り1時間40分、下り1時間20分[5]
- 渋沢駅よりバスにて大倉下車、登り3時間、下り2時間[5]
- 塔ノ岳まで、登り2時間25分、下り1時間55分[5]

## 山小屋
三ノ塔の山頂には無人小屋である三ノ塔休憩所が建っている。表尾根には烏尾山山頂の烏尾山荘などがあり、塔ノ岳の山頂には通年営業の尊仏山荘がある。

### 三ノ塔休憩所

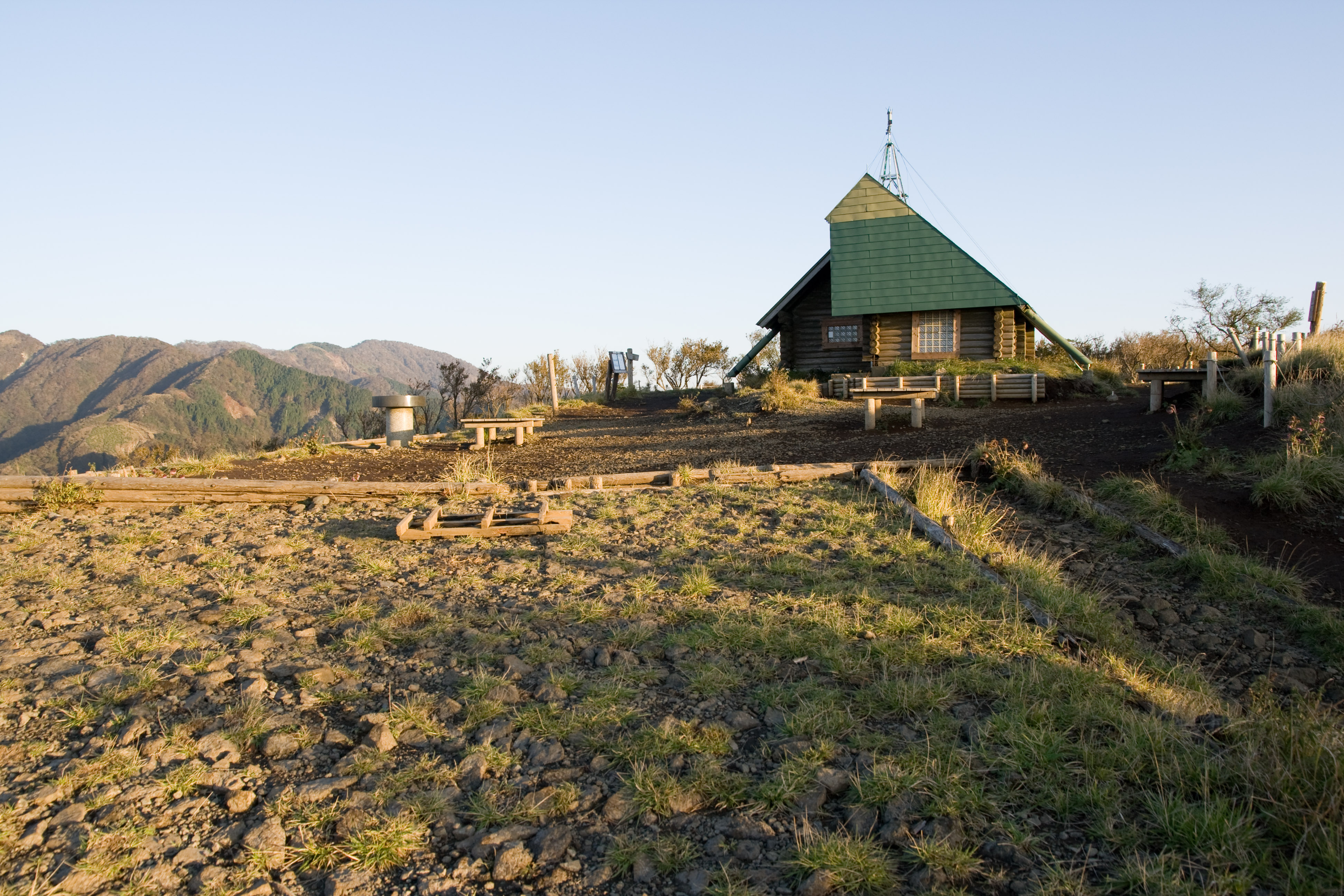
広々とした山頂に建つ三ノ塔休憩所

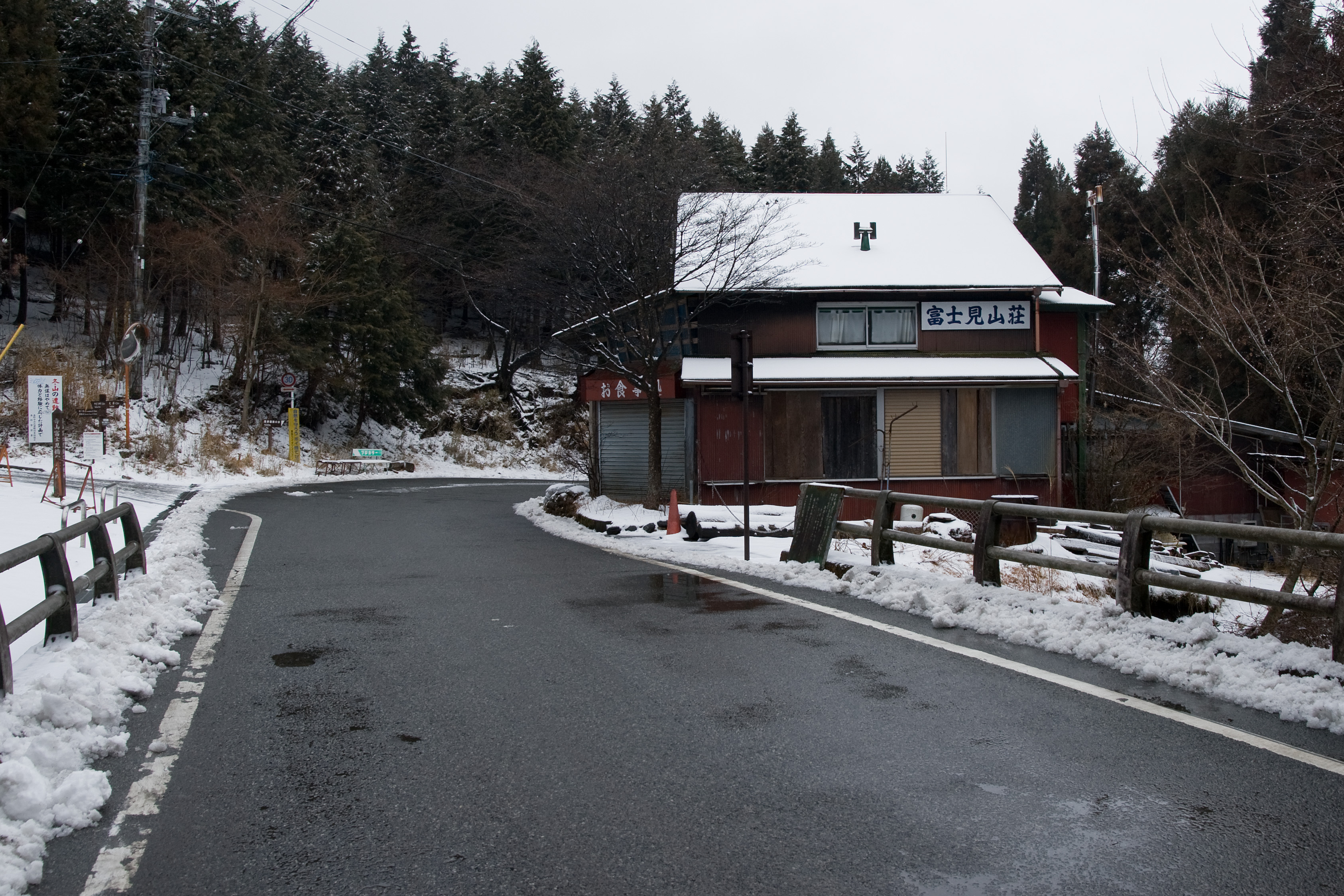
在りし日の富士見山荘（2011年3月）

三ノ塔休憩所（さんのとうきゅうけいじょ）は三ノ塔の山頂部にある木造の休憩小屋（避難小屋）であり、表尾根で唯一の無人小屋である。正式名称は存在せず、「三ノ塔避難小屋」や「三ノ塔休憩小屋」などとも称される。小屋内部には床板はなく、土間となっており、テーブルが2台設けられている。また、壁に沿ってベンチが設置されている。

### 周辺の山小屋
表尾根には多くの山小屋が存在するが、その多くは週末営業の小屋であり、通年営業の小屋は塔ノ岳山頂の尊仏山荘のみである。
公衆トイレが設置されている表尾根の登山口前には富士見山荘という山小屋があったが、2012年7月3日に火災が発生し、全焼した。
| 画像 | 名称         | 位置           | 三ノ塔からの 方角と距離（km） | 備考                 |
| ---- | ------------ | -------------- | ----------------------------- | -------------------- |
|      | 尊仏山荘     | 塔ノ岳山頂     | 北西 3.2                      | 有人小屋・通年営業   |
|      | 木ノ又小屋   | 木ノ又大日付近 | 北西 2.6                      | 有人小屋・週末営業   |
|      | 新大日茶屋   | 新大日山頂     | 北西 2.2                      | 閉鎖・解体           |
|      | 烏尾山荘     | 烏尾山山頂     | 西北西 0.7                    | 有人小屋・週末営業   |
|      | 三ノ塔休憩所 | 三ノ塔山頂     | 0                             | 無人小屋・トイレなし |
|      | 富士見山荘   | 表尾根登山口   | 東南東 1.7                    | 2012年7月に全焼      |
|      | ヤビツ山荘   | ヤビツ峠付近   | 東南東 2.8                    | 有人小屋・週末営業   |

## 山名の由来

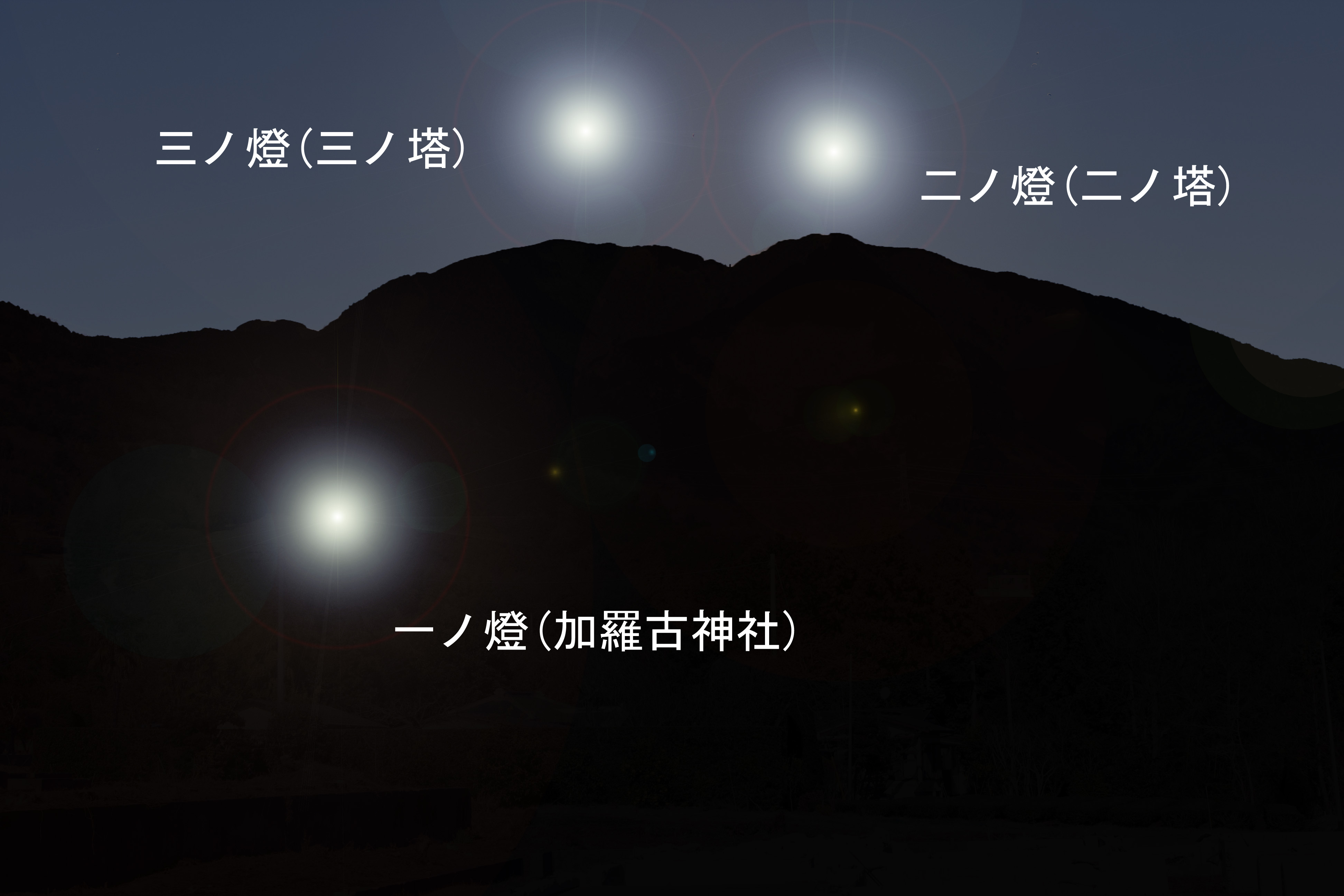
加羅古神社の伝承のイメージ図。山麓に最初の神燈が輝き、その後、奥の山上にも二ノ燈、三ノ燈が灯った。

三ノ塔、および隣接する二ノ塔の山名は、南山麓の秦野市横野（よこの）にある加羅古神社（からこじんじゃ、旧表記：唐子神社）に伝わる次のような伝承に由来する。
そのむかし、毎夜横野の山に光るものが現れていた。それを不思議に思った村人が登ってみると、天空に突然御神燈が光り、その後、奥の山上にも二つ目、三つ目と神燈が灯り始めた。そして竜馬に乗った神童が現れて、村人へ神像を渡し、祀るよう伝えた。村人は神燈が最初に灯った場所（一ノ燈）に加羅古神社を建立し、二番目、三番目に神燈が灯った山はそれぞれニノ燈（にのとう）、三ノ燈（さんのとう）と呼ばれるようになった。
その後、「燈」が「塔」に転訛し、現在の名前になったといわれている。

## 周辺の山
| 山容 | 名称       | 標高（m） | 三ノ塔からの 方角と距離（km） | 備考                   |
| ---- | ---------- | --------- | ----------------------------- | ---------------------- |
|      | 塔ノ岳     | 1,491     | 北西 3.2                      |                        |
|      | 木ノ又大日 | 1,396     | 北西 2.6                      |                        |
|      | 新大日     | 1,340     | 北西 2.2                      |                        |
|      | 行者岳     | 1,180     | 北西 1.6                      |                        |
|      | 烏尾山     | 1,136     | 西北西 0.7                    |                        |
|      | 三ノ塔     | 1,205     | 0                             |                        |
|      | 二ノ塔     | 1,144     | 南東 0.5                      |                        |
|      | 菩提峠     | 760       | 南東 1.5                      |                        |
|      | 岳ノ台     | 899       | 東南東 2.3                    | たけのだい・だけのだい |
|      | ヤビツ峠   | 761       | 東南東 2.8                    |                        |
|      | 大山       | 1,252     | 東 3.6                        | 日本三百名山           |